# Uzi Bar’am

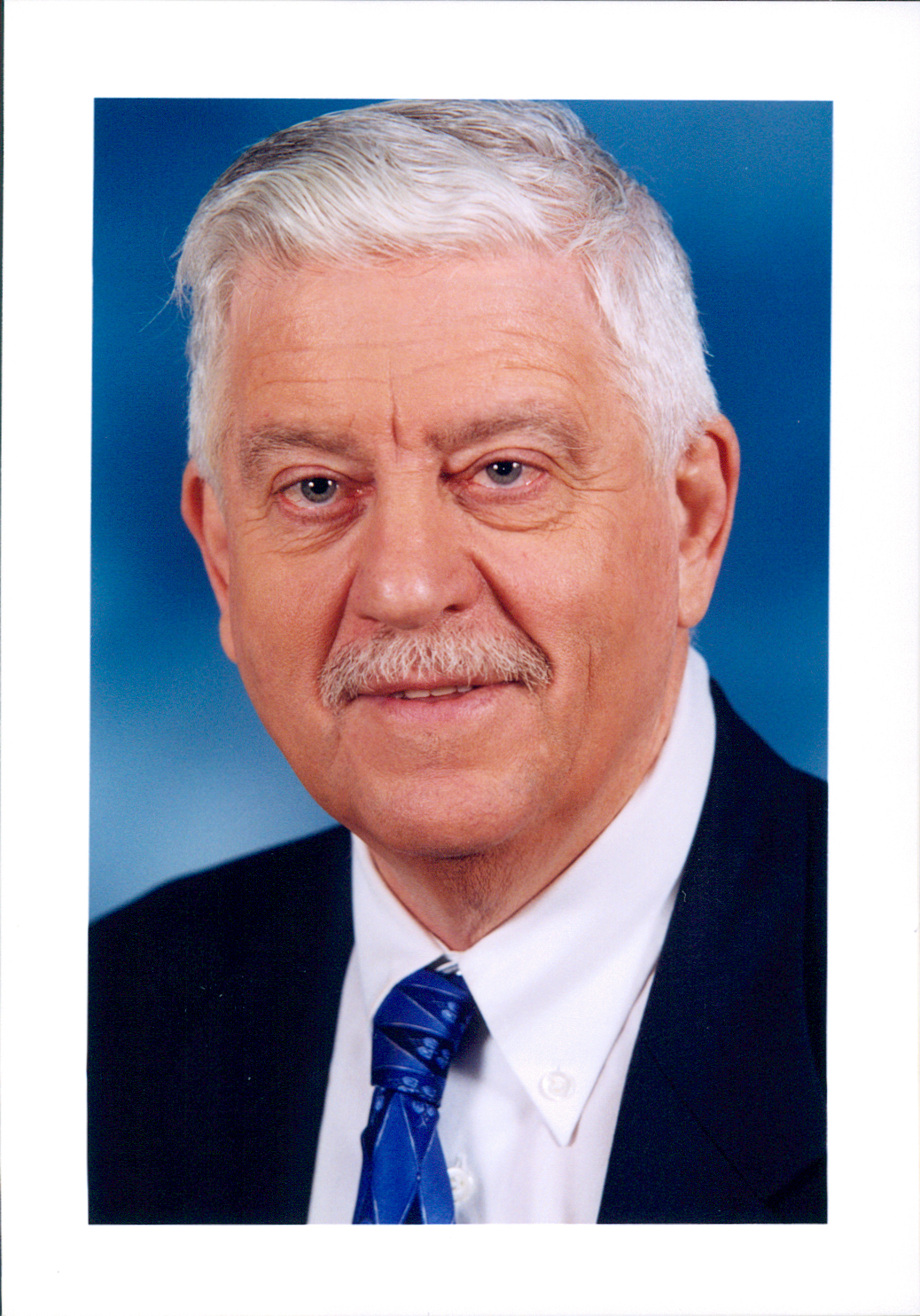
Uzi Bar’am

Uzi Bar’am (hebräisch עוזי ברעם‎; * 6. April 1937 in Jerusalem) ist ein ehemaliger israelischer Politiker, Sohn des HaMaʿarach-Politikers Mosche Bar’am. Im Juli 1992 wurde er in der Regierung von Jitzchak Rabin Tourismusminister. Von Februar bis Juni 1995 war er Innenminister. Als Schimon Peres nach der Ermordung Rabins eine neue Regierung bildete, wurde er erneut Tourismusminister.